# Anne Hathaway (żona Williama Shakespeare’a)
Anne Hathaway (ur. 1556, zm. 1623) – żona Williama Shakespeare’a.

## Dom rodzinny

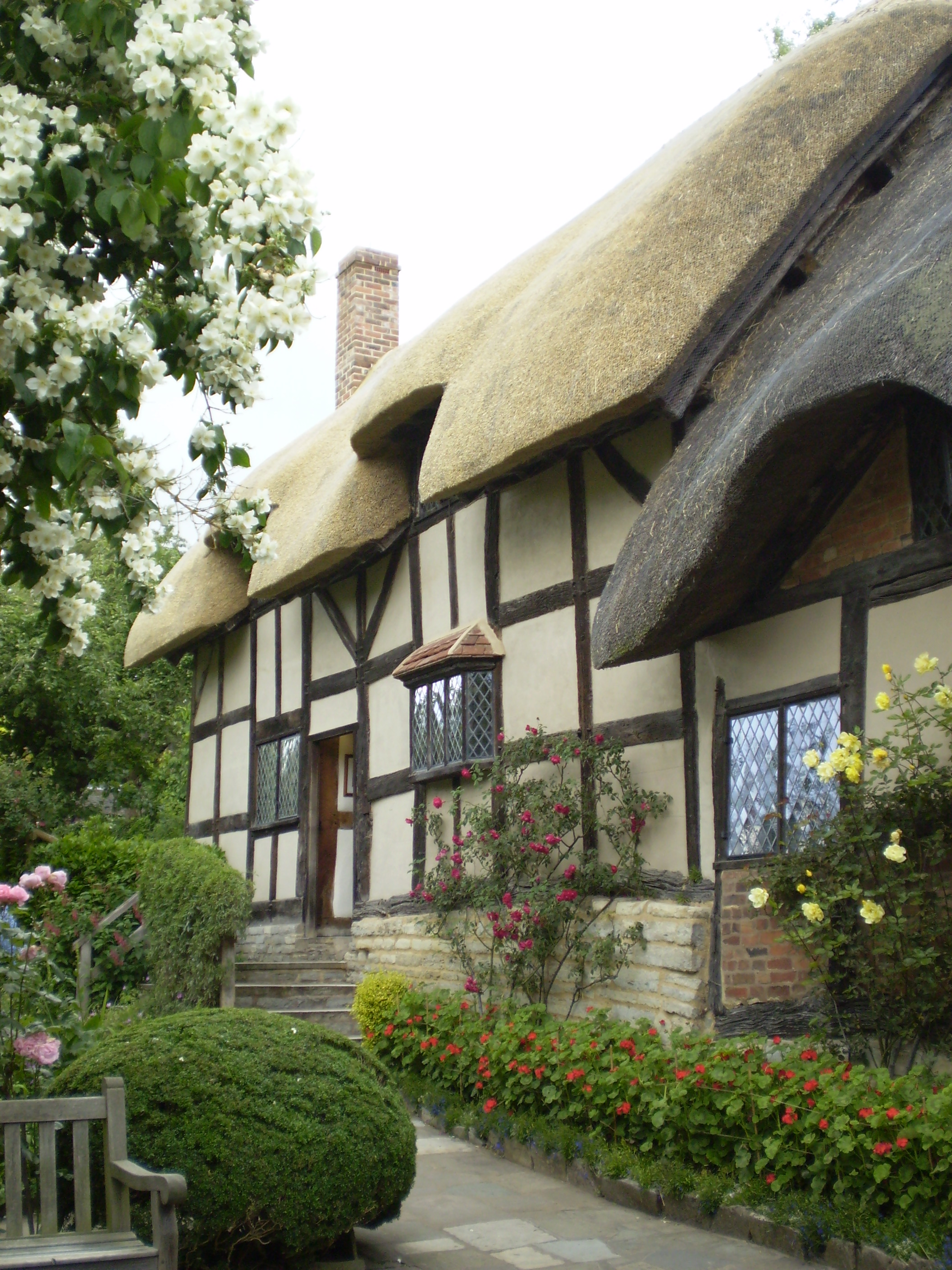
Dom rodziny Hathaway niedaleko Stratford

Dzieciństwo spędziła w okolicach Stratford-upon-Avon, podobnie jak jej mąż. Jej domu nie można jednoznacznie nazwać typową wiejską chatą, gdyż znajduje się tam dwanaście pokoi, z kilkoma sypialniami i rozległym ogrodem. Współcześnie znajduje się tam niewielkie muzeum.

## Życiorys
Niewiele wiadomo o jej dorastaniu. Ich ślub miał miejsce w 1582. Anne miała wtedy 26 lat, Shakespeare zaś 18. Wiadomo, że była w ciąży. 
Mieli trójkę dzieci: Susannę (ur. w 1583) i bliźnięta o imionach Hamnet i Judith, urodzone w 1585. 
Mimo że mieli trójkę dzieci, nie widywali się często – Shakespeare mieszkał w Londynie, podczas gdy jego żona, razem z dziećmi w Stratford. Co więcej, istnieją podejrzenia, że ich małżeństwo było wymuszone ciążą, a pisarz nigdy nie był z niego zadowolony. W swoim testamencie zapisał żonie drugie najlepsze łóżko (taki zapis nie odbiegał od normy; w czasach Shakespeare’a większość majątku zostawiano w spadku dzieciom, w nadziei, że będą się opiekować rodzicami). Angielskie określenie „second best bed” nie powinno wzbudzać pejoratywnych skojarzeń, ponieważ wedle angielskich obyczajów, najlepsze łóżko było rezerwowane dla gości. Jednocześnie Shakespeare pozostawił część swoich oszczędności kolegom: Johnowi Hemingesowi, Richardowi Burbage’owi oraz Henry’emu Condellowi, prosząc w testamencie, aby zakupili sobie obrączki dla zademonstrowania łączącej ich przyjaźni.
Niemniej jednak, Shakespeare, po odejściu na emeryturę, postanowił zamieszkać w Stratford, nie w Londynie. Poza tym, archiwa podają, że żonom w spadku często pozostawiano części wyposażenia domu, takie jak łóżka, większość majątku powierzano zaś dzieciom, w nadziei, że będą opiekować się matką.

## Odniesienia do Anne w dziełach Shakespeare’a
Anne pojawia się w 145 sonecie, pod słowami 'hate away'. Wielu badaczy uważa także, że pierwowzorem złośnicy z Poskromienia złośnicy była właśnie żona Shakespeare’a.